# Калиненко Кирило Семенович
Калиненко Кирило Семенович (?, Полкова Микитівка, Богодухівський район, Харківська область — ?) — член Української Центральної Ради, фахівець у галузі ливарного виробництва. Професор.

## Життєпис
Закінчив Вовчанську учительську семінарію (1900), Білгородський учительський інститут (1906) та Київський політехнічний інститут (1915).
1917 — член Богодухівської Української тимчасової ради. На Всеукраїнському національному конгресі 6-8 квітня 1917 року обраний членом УЦР за територіальною квотою від Харківської губернії. У 1919 призначений інструктором професійно-технічної освіти Народного комісаріату освіти. Дописувач журналу «Пролетарська освіта» (1920—1921). Працював у Київ. політех. ін-ті: 1921–23 — декан мех. ф-ту, 1921–29 — політкомісар при ректорові, зав. лаб. заг. технології та ливар. справи, 1923–25 — зав. каф. технології металів, 1925–30 — зав. каф. ливар. справи. За викладац. діяльність у Київ. політех. ін-ті в роки Другої світової війни був репресований.

## Праці

### Публіцистичні
- Калиненко К. Наші найблизчіи завдання / К. Калиненко // Революціонное Слово. — Богодухів, 1917. — № 1.

### Наукові
- Дослідження роботи чавунових виливиць на заводі імені тов. Петровського в Катеринославі // Наук.-тех. вісн. 1926. № 3;
- Наука в ливарництві, інтернаціональні ливарні конгреси та виставки ливарного виробництва в Західній Європі та Америці // Там само. 1927. № 2;
- Міжнародний ливарний конгрес та міжнародна ливарна виставка в Детройті в кінці 1926 // Там само. № 5–6;
- О причинах брака закаленных валков и способах уменьшения этого брака // Вісті Київ. політех. ін-ту. 1928. Кн. 1;
- Опыт работы кузнецов-стахановцев (методом Стаханова–Кривоноса). Москва, 1940.